# Labidocercus amazonicus
Labidocercus amazonicus är en insektsart som beskrevs av Max Beier 1954. Labidocercus amazonicus ingår i släktet Labidocercus och familjen vårtbitare. Inga underarter finns listade i Catalogue of Life.